# Aeroportul Placerville
Aeroportul Placerville (IATA: PVF, ICAO: KPVF, FAA LID: PVF) este un aeroport din California, Statele Unite ale Americii ce deservește zona Placerville. A fost numit după zona deservită.
Situat la o altitudine de 788 m, aeroportul dispune de 1 pistă.

## Infrastructură

### Piste
Aeroportul dispune de o singură pistă. Pista 05/23 are suprafața de asfalt și dimensiunile 3.910 picioare × 75 picioare. 